# (8301) Haseyuji
(8301) Haseyuji (1995 BG2) – planetoida z pasa głównego asteroid okrążająca Słońce w ciągu 3,55 lat w średniej odległości 2,33 au. Odkryta 30 stycznia 1995 roku.